# هورسفلدية شعراء
هورسفلدية شعراء (الاسم العلمي:Horsfieldia pilifera) هي نوع غير مؤكد من النباتات تتبع جنس الهورسفلدية من الفصيلة البسباسية.